# Scyllarides
Scyllarides é um género de crustáceos da ordem Decapoda que inclui as espécies comestíveis conhecidas pelo nome comum de cavacos.

## Espécies
O género Scyllarides inclui as seguintes espécies:
- Scyllarides aequinoctialis (Lund, 1793)
- Scyllarides astori Holthuis, 1960
- Scyllarides brasiliensis Rathbun, 1906
- Scyllarides deceptor Holthuis, 1963
- Scyllarides delfosi Holthuis, 1960
- Scyllarides elisabethae (Ortmann, 1894)
- Scyllarides haanii (De Haan, 1841)
- Scyllarides herklotsii (Herklots, 1851)
- Scyllarides latus (Latreille, 1802)
- Scyllarides nodifer (Stimpson, 1866)
- Scyllarides obtusus Holthuis, 1993 [3]
- Scyllarides roggeveeni Holthuis, 1967
- Scyllarides squammosus (H. Milne-Edwards, 1837)
- Scyllarides tridacnophaga Holthuis, 1967

Para além das espécies extantes acima listadas, são conhecidas duas espécies fósseis de Scyllarides do Eoceno da Europa:
- Scyllarides bolcensis de Angeli & Garassino, 2008 [4]
- Scyllarides tuberculatus (König, 1825) [5]